# أنسباخ
آنسباخ (بالألمانية: Ansbach) هي urban district of Germany و بلدة ألمانية تقع في ألمانيا في فرانكونيا الوسطى. يقدر عدد سكانها بـ 40,512 نسمة .

## المدن التوأمة
مدن آنجليه، فيرمو و باي سيتي (ميشيغان) هي مدن توأمة لـآنسباخ.

## أعلام
- ثيودور ألت
- ألبرشت
- كارل هاينريش لانغ
- غيورغ فريدرش الأول
- كارولين أميرة أنسباخ
- فريدريك كيتل
- بنيامين نويكيرش
- كاسبر هاوزر
- ثيودور إيشيرش
- هيرمان فيجلين
- جورج شتال